# 安鐘英
安鐘英（1914年2月26日—1942年），譜名安祺生，字鐘英，江蘇省無錫縣（今江蘇省無錫市安鎮）人。黃埔軍校第十二期畢業，國民革命軍第27軍46師138團少校營長。1942年，為國捐軀，戰死於河南。